# Kirovohradi terület
A Kirovohradi terület (ukránul Кіровоградська область [Kirovohradszka oblaszty], illetve Кіровоградщина [Kirovogradscsina]) közigazgatási egység Ukrajna középső részén. A terület közigazgatási központja Kropivnickij.
Területe 24,588 ezer km², rangsorban: a 15. Népessége: 1041,987 ezer fő (2008-as becslés), rangsorban: a 25.
A városi népesség 675,172 ezer fő, a falusi népesség 450,532 ezer fő. 1939. január 10-én hozták létre.

## Földrajz
Ukrajna geometriai középpontja itt található, Dobrovelicskivka város közelében.
A régió határai északon a Cserkaszi terület, északkeleten a Poltavai terület, keleten a Dnyipropetrovszki terület, délen a Mikolajivi terület, nyugaton az Odesszai terület és a Vinnicjai terület.
A terület a Dnyepermelléki-hátság déli részén található. A legnagyobb magassága 269 m, a legalacsonyabb pontja 196 m. A terület hossza nyugatról keletre 335 km, északról délre 148 km.
A terület talaja termékeny, többnyire fekete föld. Sztyeppeterület. A Dnyeper és a Déli-Bug mellékfolyói a Tyaszmin, Ingulec és Cibulnik, illetve a Ingul, Szinjuha és Szinicja folyók találhatók a területen. Az éghajlata mérsékelten kontinentális. Az átlagos hőmérséklet a legmelegebb hónapban (július) a 21 °C, a leghidegebb hónapban (január) -5,5 °C. A május-szeptember közötti időszak a legcsapadékosabb. Olekszandria város közelében jelentős lignittelep található. Természetvédelem 51 védett terület található a régióban közte egy arborétum (Онуфріївський дендропарк), 17 bioszféra védett terület.

## Közigazgatás

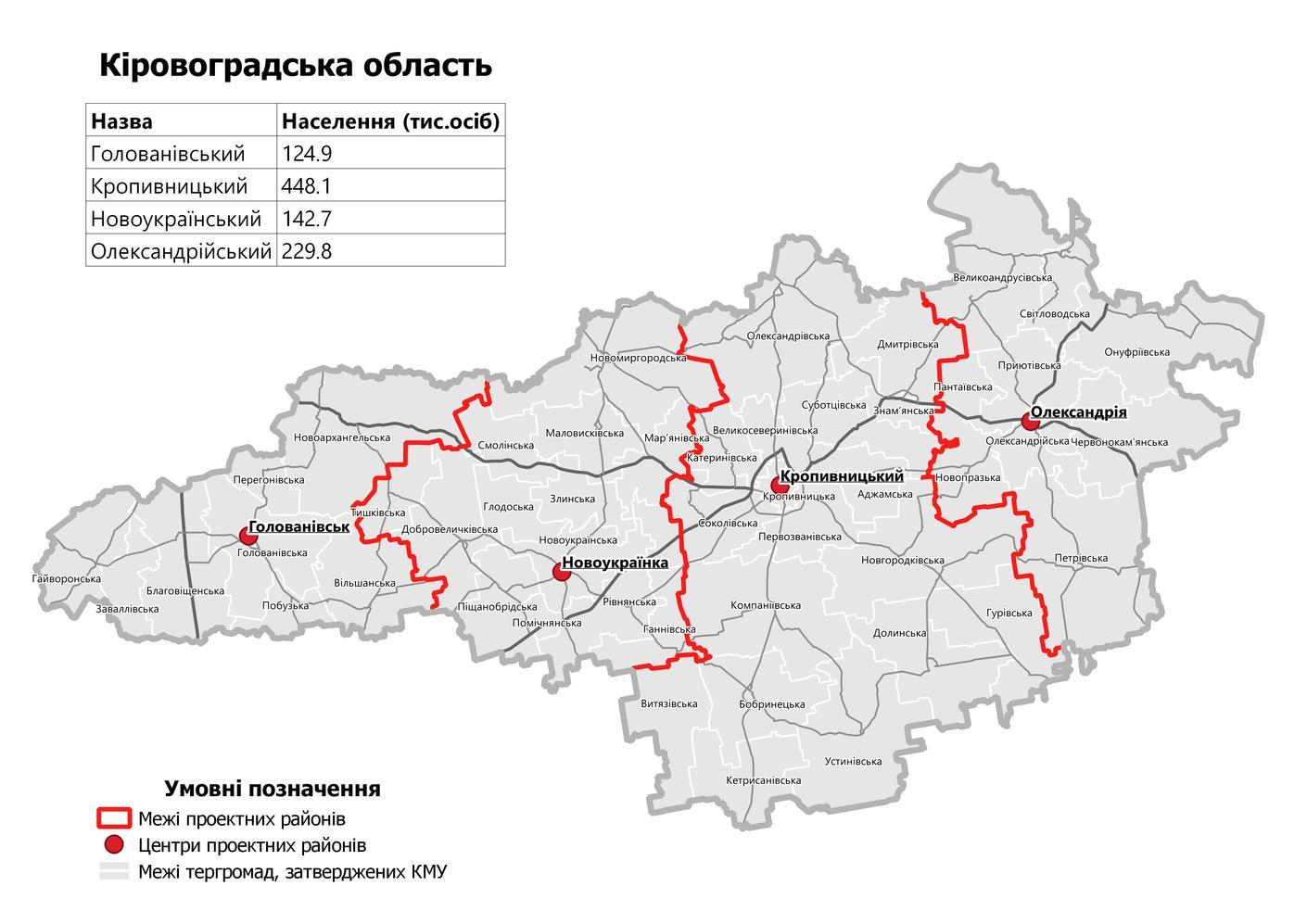
A terület járásai

### Települések
A terület 10 legnépesebb települése:
| Település     | Járás                | Népesség | Népesség | Éves vált. |
| Település     | Járás                | 2014     | 2022     | Éves vált. |
| ------------- | -------------------- | -------- | -------- | ---------- |
| Kropivnickij  | Kropivnickiji járás  | 233 333  | 219 676  | 0,73%      |
| Olekszandrija | Olekszandrijai járás | 82 636   | 76 097   | 0,99%      |
| Szvitlovodszk | Olekszandrijai járás | 46 372   | 43 130   | 0,87%      |
| Znamjanka     | Kropivnickiji járás  | 23 743   | 21 221   | 1,33%      |
| Dolinszka     | Kropivnickiji járás  | 19 457   | 18 225   | 0,79%      |
| Novoukrajinka | Novoukrajinkai járás | 17 554   | 16 080   | 1,05%      |
| Hajvoron      | Holovanyivszki járás | 15 087   | 14 010   | 0,89%      |
| Novomirhorod  | Novoukrajinkai járás | 11 495   | 10 715   | 0,85%      |
| Bobrinec      | Kropivnickiji járás  | 11 005   | 10 396   | 0,69%      |
| Mala Viszka   | Novoukrajinkai járás | 11 014   | 9 960    | 1,20%      |

### Járások
A terület a 2020-as Ukrajnai közigazgatási reform óta 4 járásból áll. Ezek:
| Járás                | Járásközpont        | Népesség  | Népesség | Éves vált. |
| Járás                | Járásközpont        | 2001      | 2022     | Éves vált. |
| -------------------- | ------------------- | --------- | -------- | ---------- |
| Kropivnickiji járás  | Kropivnickij        | 524 089   | 429 585  | 0,86%      |
| Olekszandrijai járás | Olekszandrija       | 273 337   | 219 482  | 0,94%      |
| Novoukrajinkai járás | Novoukrajinka       | 178 468   | 135 842  | 1,14%      |
| Holovanyivszki járás | Holovanyivszk       | 157 158   | 113 803  | 1,31%      |
| Kirovohradi terület  | Kirovohradi terület | 1 133 052 | 903 712  | 0,96%      |

## Gazdaság
Szerkezete:
- mezőgazdaság - 32,1%
- ipar - 28,1%
- közlekedés és kommunikáció - 11,6%
- szolgáltatások - 5,1%
- egyéb - 23,1%.[8]

## Látnivaló
Hadászati rakétaezred múzeuma (Музей ракетних військ стратегічного призначення)